# زیر گنبد کبود (مجموعه تلویزیونی ۱۳۷۴)
زیر گنبد کبود نام یک مجموعهٔ تلویزیونی به کارگردانیِ بهمن زرین‌پور است که در سال ۱۳۷۴ تولید و از شبکه تهران پخش گردید.

## خلاصه داستان
پدری بازنشسته به همراه همسر، دختر و پسرش، تلاش می‌کنند مشکلات موجود را از طریق هم‌فکری، برطرف کنند.

## بازیگران و عوامل تولید

### عوامل تولید
- کارگردان: بهمن زرین‌پور
- فیلمنامه: اصغر عبداللهی
- مدیر تصویربرداری: عظیم جوانروح
- صداگذاری و میکس: بهروز معاونیان، حسین غضنفری
- تدوین: حسین غضنفری
- موسیقی: محمد حق‌گو
- ساخت دکور: احمد قرایلو
- مسئول لباس: شیرین خشایی
- دستیار دوم کارگردان: محمد لزگی
- خوشنویس: مسعود اردوخانی
- مسئول فنی: مجید نوری
- مدیر تولید: بهادر اسدی
- طراح گریم: عبدالله اسکندری
- تهیه‌کننده: بهروز خوش‌رزم
- محصول: شبکه تهران
- تعداد قسمت‌ها: ۲۶ قسمت (۵۰ دقیقه‌ای)
- مدت زمان: ۱۳۰۰ دقیقه
- سال تولید: ۱۳۷۴